# La Mesa, San Miguel Totolapan
La Mesa är en ort i Mexiko.   Den ligger i kommunen San Miguel Totolapan och delstaten Guerrero, i den södra delen av landet, 220 km sydväst om huvudstaden Mexico City. La Mesa ligger 753 meter över havet och antalet invånare är 276.
Terrängen runt La Mesa är bergig söderut, men norrut är den kuperad. La Mesa ligger nere i en dal som går i nord-sydlig riktning. Runt La Mesa är det glesbefolkat, med 12 invånare per kvadratkilometer. Närmaste större samhälle är Pocitos del Balcón, 18,9 km sydväst om La Mesa. I omgivningarna runt La Mesa växer huvudsakligen savannskog.